# 全民国防

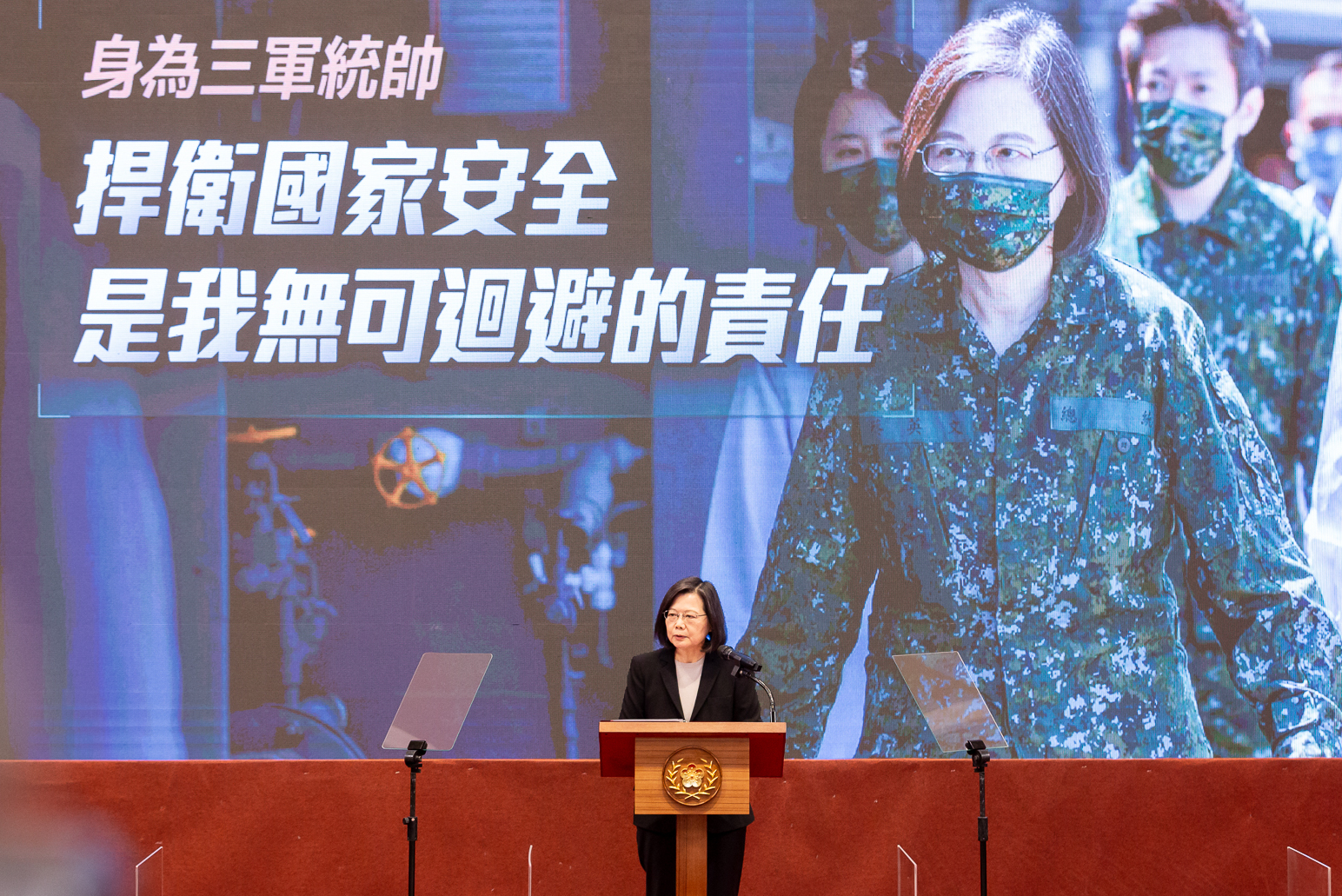
2022年12月27日、蔡英文が全民国防の強化に関して政策を発表したときの記者会見

全民国防（ぜんみんこくぼう/繁体字中国語:全民國防）とは、中華民国（台湾）の国防政策における理念である。

## 概要
1992年2月に発行された国防報告書において、初めて「全民国防」が提唱された。中華民国では、国防上の責任を単に軍人の責任とみなさず、国力のあらゆる分野を動員した体制の確立を目的に「全民国防」の必要性を強調している。

## 理念の実施
国防法の規定によると、政治と経済、心理面、科学技術を主に、国力のあらゆる分野での準備・動員がなされるようにすることを目的としている。

### 教育面での準備
心理面の準備として、中華民国の学校では「国防教育」と題し、国を防衛しようとする意識の向上をはかる教育が実施されている。中華民国は兵役が実施されている国の一つで、兵役の対象は男子に限られているが、国防教育は、性別に関わらず必修科目となっている。
中華民国教育部によると、国防教育の内容は「国防に関する知識」「国防に対する積極性」「防衛に関する技能」に大別される。
学習目標は次の通りである。
国防に関する知識
- 国家安全保障に対する全国民の国防の重要性と、他国が全国民の国防の概念をどのように具体化しているかを理解することができること。
- 世界およびアジア太平洋地域の安全保障状況と重要な安全保障問題の例を挙げ、これについてコメントできること。
- 国家安全保障に対する両岸の情勢（中国と台湾の情勢）の影響を理解し、分析することができる。
- 自国の国防政策の概念、国家の軍事任務と任務を理解する能力。
- 兵役制度の概要を説明し、国家安全保障に対するその重要性を説明できること。
- 安全保障環境と武器と装備の構成の適切性を比較できること。
- 国防科学技術の研究開発成果と軍事・民生科学技術の発展状況について例を挙げて議論ができること。
- 国防出動の意義を概説し、その準備時期と実施方法を指摘できること。
- 青少年奉仕活動と学校保護チームの意義を説明し、関連する演習に関する行動を理解することができること。
- 台湾が頻繁に直面する災害の種類を指摘し、国の防災・救助の仕組みと防災戦略を理解することができること。
- 小銃の基本的な構造と機能を理解することができること。
- 台湾地域での戦闘が、台湾の発展に与える影響について議論し、全人民の国防の重要性についてコメントができること。

国防に対する積極性
- 国防の重要性を認識し、国防関連の業務に意欲的に参加できること。
- 青少年奉仕活動に関連する活動に参加するときにチームワークの能力があること。
- 活動中に共感、団結心、意思疎通、調整を発揮する能力があること。
- 台湾における重要な戦いから、戦いを忘れることなく、国を守ることの重要性を実感できること。

防衛に関する技能
- 救助の行動や手順を正しく行えるか。
- 正しい射撃姿勢を知っているか。

## 法制度の整備
全民国防の理念が提唱され、この理念を実行するために法制度が整備された。以下は、この理念のために制定された法律である。国防法は、全民国防動員準備法と全民国防教育法を制定する根拠法令である。
- 国防法（2000年制定）
- 全民国防動員準備法（2001年制定）
- 全民国防教育法（2005年制定）